# Pat Benatar/Diskografie
Diese Diskografie ist eine Übersicht über die musikalischen Werke der US-amerikanischen Pop-Sängerin Pat Benatar. Den Schallplattenauszeichnungen zufolge hat sie bisher mehr als 17,9 Millionen Tonträger verkauft, davon alleine in ihrer Heimat über 14 Millionen. Ihre erfolgreichste Veröffentlichung ist das zweite Studioalbum Crimes of Passion mit über 4,5 Millionen verkauften Einheiten.

## Alben

### Studioalben
| Jahr | Titel Musiklabel                                       | Höchstplatzierung, Gesamtwochen, AuszeichnungChartplatzierungen (Jahr, Titel, Musiklabel, Platzierungen, Wochen, Auszeichnungen, Anmerkungen) | Höchstplatzierung, Gesamtwochen, AuszeichnungChartplatzierungen (Jahr, Titel, Musiklabel, Platzierungen, Wochen, Auszeichnungen, Anmerkungen) | Höchstplatzierung, Gesamtwochen, AuszeichnungChartplatzierungen (Jahr, Titel, Musiklabel, Platzierungen, Wochen, Auszeichnungen, Anmerkungen) | Höchstplatzierung, Gesamtwochen, AuszeichnungChartplatzierungen (Jahr, Titel, Musiklabel, Platzierungen, Wochen, Auszeichnungen, Anmerkungen) | Höchstplatzierung, Gesamtwochen, AuszeichnungChartplatzierungen (Jahr, Titel, Musiklabel, Platzierungen, Wochen, Auszeichnungen, Anmerkungen) | Anmerkungen                                                                         |
| Jahr | Titel Musiklabel                                       | DE | AT | CH | UK | US | Anmerkungen                                                                         |
| ---- | ------------------------------------------------------ | --- | --- | --- | --- | --- | ----------------------------------------------------------------------------------- |
| 1979 | In the Heat of the Night Chrysalis Records (Chrysalis) | — | — | — | UK98 (1 Wo.)UK | US12 Platin · (122 Wo.)US | Erstveröffentlichung: 27. August 1979 Verkäufe: + 1.060.000; Charteinstieg UK: 1985 |
| 1980 | Crimes of Passion Chrysalis Records (Chrysalis)        | — | — | — | — | US2 ×4Vierfachplatin · (93 Wo.)US | Erstveröffentlichung: 5. August 1980 Verkäufe: + 4.540.000, Grammy (Rock)           |
| 1981 | Precious Time Chrysalis Records (Chrysalis)            | DE57 (2 Wo.)DE | — | — | UK30 (7 Wo.)UK | US1 ×2Doppelplatin · (54 Wo.)US | Erstveröffentlichung: 6. Juli 1981 Verkäufe: + 2.220.000                            |
| 1982 | Get Nervous Chrysalis Records (Chrysalis)              | — | — | — | UK73 (6 Wo.)UK | US4 Platin · (46 Wo.)US | Erstveröffentlichung: 21. September 1982 Verkäufe: + 1.140.000                      |
| 1984 | Tropico Chrysalis Records (Chrysalis)                  | DE26 (15 Wo.)DE | — | CH21 (10 Wo.)CH | UK31 Silber · (25 Wo.)UK | US14 Platin · (22 Wo.)US | Erstveröffentlichung: 1. November 1984 Verkäufe: + 1.195.000                        |
| 1985 | Seven the Hard Way Chrysalis Records (Chrysalis)       | DE42 (10 Wo.)DE | — | — | UK69 (4 Wo.)UK | US26 Gold · (20 Wo.)US | Erstveröffentlichung: 30. Oktober 1985 Verkäufe: + 512.500                          |
| 1988 | Wide Awake in Dreamland Chrysalis Records (Chrysalis)  | DE47 (6 Wo.)DE | — | — | UK11 Gold · (14 Wo.)UK | US28 Gold · (29 Wo.)US | Erstveröffentlichung: 24. Juni 1988 Verkäufe: + 610.000                             |
| 1991 | True Love Chrysalis Records (Chrysalis)                | — | — | CH39 (2 Wo.)CH | UK40 (3 Wo.)UK | US37 (22 Wo.)US | Erstveröffentlichung: 9. April 1991                                                 |
| 1993 | Gravity’s Rainbow Chrysalis Records (EMI)              | — | — | — | — | US85 (9 Wo.)US | Erstveröffentlichung: 1. Juni 1993                                                  |
| 1997 | Innamorata CMC International Records (BMG)             | — | — | — | — | US171 (1 Wo.)US | Erstveröffentlichung: 3. Juni 1997                                                  |
| 2003 | Go Bel Chiasso Records (Vanguard)                      | — | — | — | — | US187 (1 Wo.)US | Erstveröffentlichung: 12. August 2003                                               |

grau schraffiert: keine Chartdaten aus diesem Jahr verfügbar

### Livealben
| Jahr | Titel Musiklabel                                    | Höchstplatzierung, Gesamtwochen, AuszeichnungChartplatzierungen (Jahr, Titel, Musiklabel, Platzierungen, Wochen, Auszeichnungen, Anmerkungen) | Höchstplatzierung, Gesamtwochen, AuszeichnungChartplatzierungen (Jahr, Titel, Musiklabel, Platzierungen, Wochen, Auszeichnungen, Anmerkungen) | Höchstplatzierung, Gesamtwochen, AuszeichnungChartplatzierungen (Jahr, Titel, Musiklabel, Platzierungen, Wochen, Auszeichnungen, Anmerkungen) | Höchstplatzierung, Gesamtwochen, AuszeichnungChartplatzierungen (Jahr, Titel, Musiklabel, Platzierungen, Wochen, Auszeichnungen, Anmerkungen) | Höchstplatzierung, Gesamtwochen, AuszeichnungChartplatzierungen (Jahr, Titel, Musiklabel, Platzierungen, Wochen, Auszeichnungen, Anmerkungen) | Anmerkungen                                                  |
| Jahr | Titel Musiklabel                                    | DE | AT | CH | UK | US | Anmerkungen                                                  |
| ---- | --------------------------------------------------- | --- | --- | --- | --- | --- | ------------------------------------------------------------ |
| 1983 | Live from Earth Chrysalis Records (Chrysalis)       | DE7 (16 Wo.)DE | — | — | UK60 (5 Wo.)UK | US13 Platin · (34 Wo.)US | Erstveröffentlichung: 14. Oktober 1983 Verkäufe: + 1.155.000 |
| 1998 | 8-15-80 CMC International Records (BMG)             | — | — | — | — | — | Erstveröffentlichung: 1998                                   |
| 2001 | Summer Vacation 2001 Bel Chiasso Records (Vanguard) | — | — | — | — | — | Erstveröffentlichung: 2001 mit Neil Giraldo                  |

### Kompilationen
| Jahr | Titel Musiklabel                                                   | Höchstplatzierung, Gesamtwochen, AuszeichnungChartplatzierungen (Jahr, Titel, Musiklabel, Platzierungen, Wochen, Auszeichnungen, Anmerkungen) | Höchstplatzierung, Gesamtwochen, AuszeichnungChartplatzierungen (Jahr, Titel, Musiklabel, Platzierungen, Wochen, Auszeichnungen, Anmerkungen) | Höchstplatzierung, Gesamtwochen, AuszeichnungChartplatzierungen (Jahr, Titel, Musiklabel, Platzierungen, Wochen, Auszeichnungen, Anmerkungen) | Höchstplatzierung, Gesamtwochen, AuszeichnungChartplatzierungen (Jahr, Titel, Musiklabel, Platzierungen, Wochen, Auszeichnungen, Anmerkungen) | Höchstplatzierung, Gesamtwochen, AuszeichnungChartplatzierungen (Jahr, Titel, Musiklabel, Platzierungen, Wochen, Auszeichnungen, Anmerkungen) | Anmerkungen                                                  |
| Jahr | Titel Musiklabel                                                   | DE | AT | CH | UK | US | Anmerkungen                                                  |
| ---- | ------------------------------------------------------------------ | --- | --- | --- | --- | --- | ------------------------------------------------------------ |
| 1987 | Best Shots Chrysalis Records (Chrysalis)                           | — | — | — | UK6 Platin · (19 Wo.)UK | US67 Platin · (20 Wo.)US | Erstveröffentlichung: 26. Oktober 1987 Verkäufe: + 1.355.000 |
| 1994 | All Fired Up: The Very Best of Pat Benatar Chrysalis Records (EMI) | — | — | — | — | — | Erstveröffentlichung: 1994                                   |
| 1996 | Heartbreaker Sixteen Classic Performances Chrysalis Records (EMI)  | — | — | — | — | — | Erstveröffentlichung: 1996                                   |
| 2000 | Greatest Hits Live King Biscuit Flower Hour (KBFH)                 | — | — | — | — | — | Erstveröffentlichung: 14. März 2000                          |
| 2001 | The Collection EMI Gold (EMI)                                      | — | — | — | — | — | Erstveröffentlichung: 2001                                   |
| 2005 | Greatest Hits Capitol Records (EMI)                                | — | — | — | UK— SilberUK | US47 Gold · (15 Wo.)US | Erstveröffentlichung: 6. Juni 2005 Verkäufe: + 560.000       |
| 2008 | Ultimate Collection Capitol Records (EMI)                          | — | — | — | — | — | Erstveröffentlichung: 2008                                   |
| 2009 | Essential EMI (EMI)                                                | — | — | — | — | — | Erstveröffentlichung: 2009                                   |
| 2009 | 10 Great Songs Capitol Records (EMI)                               | — | — | — | — | US123 (5 Wo.)US | Erstveröffentlichung: 16. November 2009                      |

## Singles
| Jahr | Titel Album                                                   | Höchstplatzierung, Gesamtwochen, AuszeichnungChartplatzierungen (Jahr, Titel, Album, Platzierungen, Wochen, Auszeichnungen, Anmerkungen) | Höchstplatzierung, Gesamtwochen, AuszeichnungChartplatzierungen (Jahr, Titel, Album, Platzierungen, Wochen, Auszeichnungen, Anmerkungen) | Höchstplatzierung, Gesamtwochen, AuszeichnungChartplatzierungen (Jahr, Titel, Album, Platzierungen, Wochen, Auszeichnungen, Anmerkungen) | Höchstplatzierung, Gesamtwochen, AuszeichnungChartplatzierungen (Jahr, Titel, Album, Platzierungen, Wochen, Auszeichnungen, Anmerkungen) | Höchstplatzierung, Gesamtwochen, AuszeichnungChartplatzierungen (Jahr, Titel, Album, Platzierungen, Wochen, Auszeichnungen, Anmerkungen) | Anmerkungen                                                    |
| Jahr | Titel Album                                                   | DE | AT | CH | UK | US | Anmerkungen                                                    |
| ---- | ------------------------------------------------------------- | --- | --- | --- | --- | --- | -------------------------------------------------------------- |
| 1974 | Day Gig –                                                     | — | — | — | — | — | Erstveröffentlichung: 1974                                     |
| 1979 | If You Think You Know How to Love Me In the Heat of the Night | — | — | — | — | — | Erstveröffentlichung: 14. September 1979                       |
| 1979 | Heartbreaker In the Heat of the Night                         | — | — | — | — | US23 (18 Wo.)US | Erstveröffentlichung: 26. Oktober 1979                         |
| 1979 | Rated X In the Heat of the Night                              | — | — | — | — | — | Erstveröffentlichung: 29. Dezember 1979                        |
| 1980 | We Live for Love In the Heat of the Night                     | — | — | — | — | US27 (14 Wo.)US | Erstveröffentlichung: 25. Februar 1980                         |
| 1980 | I Need a Lover In the Heat of the Night                       | — | — | — | — | — | Erstveröffentlichung: Februar 1980                             |
| 1980 | My Clone Sleeps Alone In the Heat of the Night                | — | — | — | — | — | Erstveröffentlichung: 28. Juni 1980                            |
| 1980 | You Better Run Crimes of Passion                              | — | — | — | — | US42 (11 Wo.)US | Erstveröffentlichung: 8. Juli 1980                             |
| 1980 | Hit Me with Your Best Shot Crimes of Passion                  | — | — | — | UK— SilberUK | US9 Gold · (24 Wo.)US | Erstveröffentlichung: 15. September 1980 Verkäufe: + 1.230.000 |
| 1980 | Treat Me Right Crimes of Passion                              | — | — | — | — | US18 (18 Wo.)US | Erstveröffentlichung: 29. Dezember 1980                        |
| 1981 | Fire and Ice Precious Time                                    | — | — | — | — | US17 (15 Wo.)US | Erstveröffentlichung: 6. Juli 1981                             |
| 1981 | Promises in the Dark Precious Time                            | — | — | — | — | US38 (11 Wo.)US | Erstveröffentlichung: 25. September 1981                       |
| 1982 | Shadows of the Night Get Nervous                              | — | — | — | UK50 (8 Wo.)UK | US13 (16 Wo.)US | Erstveröffentlichung: 21. September 1982                       |
| 1983 | Little Too Late Get Nervous                                   | — | — | — | — | US20 (14 Wo.)US | Erstveröffentlichung: 19. Januar 1983                          |
| 1983 | Looking for a Stranger Get Nervous                            | — | — | — | — | US39 (10 Wo.)US | Erstveröffentlichung: 2. April 1983                            |
| 1983 | Anxiety (Get Nervous) Get Nervous                             | — | — | — | — | — | Erstveröffentlichung: 13. Juli 1983                            |
| 1983 | Love Is a Battlefield Live from Earth                         | DE3 (19 Wo.)DE | — | CH11 (9 Wo.)CH | UK17 Gold · (19 Wo.)UK | US5 Gold · (22 Wo.)US | Erstveröffentlichung: 13. September 1983 Verkäufe: + 950.000   |
| 1984 | We Belong Tropico                                             | DE9 (13 Wo.)DE | AT12 (4 Wo.)AT | CH5 (10 Wo.)CH | UK22 Silber · (9 Wo.)UK | US5 (20 Wo.)US | Erstveröffentlichung: 2. Oktober 1984 Verkäufe: + 200.000      |
| 1984 | Painted Desert Tropico                                        | — | — | — | — | — | Erstveröffentlichung: 30. Dezember 1984                        |
| 1985 | Ooh Ooh Song Tropico                                          | — | — | — | — | US36 (9 Wo.)US | Erstveröffentlichung: 7. Januar 1985                           |
| 1985 | Temporary Heroes Tropico                                      | — | — | — | — | — | Erstveröffentlichung: 18. März 1985                            |
| 1985 | Invincible Seven the Hard Way                                 | DE31 (11 Wo.)DE | — | — | UK53 (3 Wo.)UK | US10 (17 Wo.)US | Erstveröffentlichung: Juli 1985                                |
| 1985 | Sex as a Weapon Seven the Hard Way                            | — | — | — | UK67 (3 Wo.)UK | US28 (13 Wo.)US | Erstveröffentlichung: 4. November 1985                         |
| 1986 | Le Bel Age Seven the Hard Way                                 | — | — | — | — | US54 (8 Wo.)US | Erstveröffentlichung: Februar 1986                             |
| 1988 | All Fired Up Wide Awake in Dreamland                          | — | — | — | UK19 (11 Wo.)UK | US19 (17 Wo.)US | Erstveröffentlichung: Juni 1988                                |
| 1988 | Don’t Walk Away Wide Awake in Dreamland                       | — | — | — | UK42 (5 Wo.)UK | — | Erstveröffentlichung: 27. September 1988                       |
| 1988 | Let’s Stay Together Wide Awake in Dreamland                   | — | — | — | — | — | Erstveröffentlichung: 1988                                     |
| 1989 | One Love Wide Awake in Dreamland                              | — | — | — | UK59 (3 Wo.)UK | — | Erstveröffentlichung: Januar 1989                              |
| 1991 | True Love                                                     | — | — | — | — | — | Erstveröffentlichung: 1991                                     |
| 1993 | Everybody Lay Down Gravity’s Rainbow                          | — | — | — | — | — | Erstveröffentlichung: 21. Juli 1993                            |
| 1993 | Somebody’s Baby Gravity’s Rainbow                             | — | — | — | UK48 (1 Wo.)UK | — | Erstveröffentlichung: September 1993                           |
| 1997 | Strawberry Wine (Life Is Sweet) –                             | — | — | — | — | — | Erstveröffentlichung: 1997                                     |

## Videoalben und Musikvideos

### Videoalben
- 1984: Pat Benatar Hit Videos
- 1985: Pat Benatar in Concert
- 1987: Pat Benatar: The Visual Music Collection
- 2001: Pat Benatar Neil Giraldo Summer Vacation Tour Book DVD
- 2003: Choice Cuts: Pat Benatar – The Complete Video Collection
- 2003: From the Front Row…Live Pat Benatar
- 2008: Pat Benatar Live on Air

### Musikvideos
| Jahr | Titel                 |
| ---- | --------------------- |
| 1975 | Coxon’s Army          |
| 1980 | You Better Run        |
| 1980 | I’m Gonna Follow You  |
| 1981 | Fire and Ice          |
| 1981 | Promises in the Dark  |
| 1981 | Precious Time         |
| 1982 | Shadows of the Night  |
| 1982 | Anxiety               |
| 1982 | Little Too Late       |
| 1983 | Love Is a Battlefield |
| 1983 | Lipstick Lies         |
| 1983 | Rappin’ Rodney        |
| 1984 | Painted Desert        |
| 1984 | We Belong             |
| 1984 | Ohh Ohh Song          |
| 1985 | Invincible            |
| 1985 | Sex as a Weapon       |
| 1985 | Le Bel Age            |
| 1985 | Sun City              |
| 1988 | All Fired Up          |
| 1988 | Don’t Walk Away       |
| 1988 | Let’s Stay Together   |
| 1989 | One Love              |
| 1991 | True Love             |
| 1991 | So Long               |
| 1991 | Yakety Yak            |
| 1993 | Somebody’s Baby       |
| 1993 | Everytime I Fall Back |
| 1997 | Strawberry Wine       |
| 2003 | Christmas in America  |
| 2003 | Have It All           |

## Boxsets
- 1998: In the Heat of the Night / Tropico
- 1998: In the Heat of the Night / Crimes of Passion
- 1999: Precious Time / Get Nervous
- 1999: Tropico / Seven the Hard Way
- 1999: Innamorata / 8-15-80
- 1999: Pat Benatar All-Time Greatest Hits
- 1999: Synchronistic Wanderings: Recorded Anthology 1979–1999
- 2004: Live from Earth / Wide Awake in Dreamland
- 2010: True Love / Gravity’s Rainbow
- 2011: Best Shots / Wide Awake in Dreamland

## Promoveröffentlichungen
Promo-Singles
- 1986: Big Life
- 1991: Payin’ the Cost to Be the Boss
- 2001: Christmas in America
- 2003: Have It All

## Sonderveröffentlichungen
Livealben
- 1998: Concert Classics (Teil der Reihe Concert Classics)

Kompilationen
- 1996: Back to Back Hits Blondie Pat Benatar (Teil der Reihe Back to Back Hits)
- 1998: Premium Gold Collection (Teil der Reihe Premium Gold Collection)
- 2000: Extended Versions: Pat Benatar – The Encore Collection (Teil der Reihe The Encore Collection)
- 2000: The Divine (Teil der Reihe The Divine)
- 2001: Best of Volume 1 and 2 (Teil der Reihe 10 Best Series)
- 2002: Classic Masters (Teil der Reihe Classic Masters)
- 2002: The Very Best Album Ever (Teil der Reihe The Very Best Album Ever)

## Statistik

### Chartauswertung
|                     | DE    | AT    | CH    | UK    | US     |
| ------------------- | ----- | ----- | ----- | ----- | ------ |
| Nummer-eins-Alben   | DE—DE | AT—AT | CH—CH | UK—UK | US1US  |
| Top-10-Alben        | DE1DE | AT—AT | CH—CH | UK1UK | US3US  |
| Alben in den Charts | DE5DE | AT—AT | CH2CH | UK9UK | US15US |

|                       | DE    | AT    | CH    | UK    | US     |
| --------------------- | ----- | ----- | ----- | ----- | ------ |
| Nummer-eins-Singles   | DE—DE | AT—AT | CH—CH | UK—UK | US—US  |
| Top-10-Singles        | DE2DE | AT—AT | CH1CH | UK—UK | US4US  |
| Singles in den Charts | DE3DE | AT1AT | CH2CH | UK9UK | US17US |

### Auszeichnungen für Musikverkäufe
| Goldene Schallplatte - Australien - 1982: für das Album Get Nervous - Frankreich - 1981: für das Album Crimes of Passion - 1981: für das Album In the Heat of the Night - 1981: für das Album Precious Time - 1983: für das Album Get Nervous - Kanada - 1984: für die Single Love Is a Battlefield - 1985: für die Single We Belong - 1991: für das Album True Love - Neuseeland - 1988: für das Album Wide Awake in Dreamland - 2024: für das Album Ultimate Collection 2× Goldene Schallplatte - Frankreich - 1994: für das Album The Very Best Of Platin-Schallplatte - Kanada - 1983: für das Album Get Nervous - 1984: für das Album Live from Earth - 1985: für das Album Tropico - 1986: für das Album Seven the Hard Way - 1988: für das Album Wide Awake in Dreamland - Neuseeland - 1982: für das Album Precious Time - 1983: für das Album Get Nervous - 1985: für das Album Tropico - 1986: für das Album Seven the Hard Way - 2022: für die Single Hit Me with Your Best Shot | 2× Platin-Schallplatte - Kanada - 1981: für das Album Precious Time - Neuseeland - 1981: für das Album Crimes of Passion - 1984: für das Album Live from Earth - 1988: für das Album Best Shots - 1994: für das Album The Very Best Of 3× Platin-Schallplatte - Neuseeland - 1981: für das Album In the Heat of the Night 4× Platin-Schallplatte - Kanada - 1982: für das Album In the Heat of the Night 5× Platin-Schallplatte - Kanada - 1981: für das Album Crimes of Passion |

Anmerkung: Auszeichnungen in Ländern aus den Charttabellen bzw. Chartboxen sind in ebendiesen zu finden.
| Land/RegionAuszeichnungen für Musikverkäufe (Land/Region, Auszeichnungen, Verkäufe, Quellen) | Silber     | Gold       | Platin       | Verkäufe   | Quellen                       |
| -------------------------------------------------------------------------------------------- | ---------- | ---------- | ------------ | ---------- | ----------------------------- |
| Australien (ARIA)                                                                            | —          | Gold1      | —            | 20.000     | Einzelnachweise               |
| Frankreich (SNEP)                                                                            | —          | 5× Gold5   | —            | 500.000    | infodisc.fr                   |
| Kanada (MC)                                                                                  | —          | 3× Gold3   | 16× Platin16 | 1.750.000  | musiccanada.com               |
| Neuseeland (RMNZ)                                                                            | —          | 2× Gold2   | 16× Platin16 | 337.500    | aotearoamusiccharts.co.nz NZ2 |
| Vereinigte Staaten (RIAA)                                                                    | —          | 5× Gold5   | 11× Platin11 | 14.000.000 | riaa.com                      |
| Vereinigtes Königreich (BPI)                                                                 | 4× Silber4 | 2× Gold2   | Platin1      | 1.320.000  | bpi.co.uk                     |
| Insgesamt                                                                                    | 4× Silber4 | 18× Gold18 | 44× Platin44 |            |                               |